# Bladtjärnen (Föllinge socken, Jämtland)
Bladtjärnen är en sjö i Krokoms kommun i Jämtland och ingår i Indalsälvens huvudavrinningsområde.